# ソニッククロニクル 闇次元からの侵略者
『ソニッククロニクル 闇次元からの侵略者』（ソニッククロニクル やみじげんからのしんりゃくしゃ、Sonic Chronicles: The Dark Brotherhood）は、ニンテンドーDS（DS）用ソフトとしてカナダの制作会社BioWareにより製作されたロールプレイングゲーム。
北米では2008年9月30日に、欧州では2008年9月26日に、豪州では2008年9月25日に発売されており、日本では2009年8月6日に発売。価格は5,040円。
続編の製作が発表されていたが、発売は未確定。
本作は、ソニックシリーズ初のRPGである。グリーンヒルゾーンや、セントラルシティといった、従来のソニックシリーズに登場したエリアが主な冒険場所になっている。
『ソニックアドベンチャー』以降、ストーリーへの介入度が減少したナックルズが、本作では重要な役割を担っている。
ソニックシリーズの設定に新たな設定を付加する形で物語が作られている。

## ストーリー
テイルス、ナックルズ、エミーとともに、何度目かのエッグマンの野望を打ち砕いたソニック。ソニックは、平和な世界できままな冒険をしていたところ、テイルスから緊急の連絡が入った。なんと、ナックルズが「マローダー」という一味に誘拐されてしまったらしい。連絡を受けたソニックは、グリーンヒルゾーンへとやってくる。そこでエミーと再会したソニックは、一緒にテイルスの工房へと向かうのであった。

## ゲームシステム

### フィールド
本作はRPGであり、従来のソニックシリーズとはシステムが異なる。パーティは4人まで組むことができる。パーティを組む際は、拠点となる場所に行くことでパーティを変更できる（このとき、HP、PPも全回復する）。ただし、ソニックをパーティから外すことはできない。また、状況によってはパーティを2分割することや、特定のキャラクターの参加が義務付けられることもある。フィールドではタッチペンによりキャラクターを操作し、フィールドを移動、村人と会話、イベントをこなす、等によって物語は進行していく。村人と会話をした際、クエストが発生することもある。クエストが発生した場合、特定の条件を満たす（大抵の場合頼まれごとを達成する）ことによりクエストは完了し、報酬と経験値がもらえる。クエストは、クリアに必須でないものも多い。また、イベントによってはアクションパズルのようなミッションが発生することもある。フィールド上では、キャラクターの特殊能力を使用することができる。ただし、どこでもできるわけではなく、特定のポイントに行くことで特殊能力アイコンが表示され、これをタッチする（もしくはLボタンを押す）ことで特殊能力を使うことができる。特殊能力を使えるキャラクターがパーティにいなければ特殊能力は使えない。特殊能力を使わなければ先に進めないことも多い。フィールド上には宝箱やリング、チャオの卵があり、回収すれば有利になる。

### 戦闘
本作は、フィールドを敵キャラクターが徘徊しており、接触すると戦闘が開始される、シンボルエンカウント方式である。戦闘時は、まず味方全員の行動を決定する。すると、（敵・味方含めて）SPEEDの高いキャラクターから順番に一回ずつ行動を開始する。1ターンにおける行動回数はキャラクターによって異なり、2回以上行動可能なキャラクターは、全員が1回ずつ行動したあとで、2度目の行動を開始することになる。行える行動は、「攻撃」、「パワームーブ（必殺技）」、「アイテム（アイテム使用）」、「防御」、「逃げる」、の5種類。パワームーブとアイテム使用の場合は、1ターンにおける全ての行動を個別に設定可能だが、通常攻撃か防御を選んだ場合、未決定の行動全てが強制的に通常攻撃か防御になる（つまり、攻撃→パワームーブ　という順番で行動はできない）。必殺技の使用にはPPを使用する。PPは、多くのRPGで見られるMPと同じである。必殺技を使用した場合、画面上にタッチアイコンが表示され、そのとおりにタッチしないとパワームーブが失敗（もしくは効果が半減）してしまう。敵キャラクターが必殺技を使用した場合も同様にタッチアイコンが出現し、この場合は上手くタッチできれば相手の必殺技を回避（もしくは効果を半減、発動を妨害）できる。慣れれば敵の必殺技は完全に回避できるので、敵キャラクターは通常技のほうが脅威である。必殺技には、合体技が存在する。合体技を使うためには、『必要なメンバーが全員パーティにいる』『必要なメンバー全員のPPが消費PP以上』『発動ターンにおいて、「参加するメンバー全員がアイテム使用、もしくは必殺技　しか使っていない」という状態ではない』の条件を満たしている必要がある。敵を倒すと経験値を貰うことができる。パーティ以外のメンバーも自動的に経験値が入るため、戦闘に参加させていなかったキャラクターが使いづらくなることはない。

### ステータス
キャラクターのステータスのうち、目視可能なのは、HP、PP、命中率、回避率、素早さ、運のよさの6種類。レベルが上がった場合は、攻撃力、防御力、素早さ、運のよさが上昇すると同時に、いずれかに1ポイント振ることができる。なお、行動回数、攻撃力、防御力は隠しステータス扱いである。また、レベルが上がるとポイントを5ポイント貰うことができ、これを消費することで必殺技を覚える（もしくは強化する）ことができる。各キャラクターは、攻撃タイプ、中間タイプ、サポートタイプのいずれかに設定されている。これは、使用できる必殺技の方向性を示している。攻撃タイプは直接攻撃技のみ、中間タイプは直接攻撃技と戦闘補助技、サポートタイプは直接攻撃技、戦闘補助技、回復技を覚える。

### アイテム
アイテムは消費型と装備型があり、敵を倒す、イベントをこなす、宝箱を開ける、店で買うことなどで入手できる。

### チャオ
チャオの卵を回収した上でチャオガーデンにアクセスする（どこにいてもアクセスできる）することでチャオを入手できる。チャオは装備品扱いであり、キャラクターに装備することで特殊な能力を付加することができる。なお、どんなチャオが生まれるかはランダムである。

### 通信
通信機能を使うことで、他のプレイヤーとチャオを交換することができる。

## キャラクター
ここでは、本作におけるキャラクターの特徴を記述する。各キャラクターの詳細な設定などは、ソニックシリーズに登場するキャラクターの一覧の項を参照。
なお、キャラクターの紹介は仲間になる順番で掲載している（プレイ次第では変わることも）。また、今回声優は担当していない。

### 味方キャラクター
ソニック
- 攻撃タイプ

主人公。世界最速のヒーロー。エッグマンとの闘い以降も一人で冒険の旅に出ていた。
攻撃力と防御力は低いが、1ターンに3回行動できる上、SPEEDが非常に高い。さらに、必殺技も強力であるため、強いキャラクターであることに変わりはない。移動時にはダッシュ移動（シャドウより優秀）が可能。主人公の為参加が義務付けられており、二手に分かれる場合を除き、パーティから外すことはできない。
- パワームーブ
  - アックスキック
  - ワールウィンド
  - ブルーボンバー
  - ファストボール
  - トリプルトルネード
  - ヘイルストーム

エミー
- 中間タイプ

自称ソニックのガールフレンド。いつもソニックを追いかけていたはずだが、本作ではデクスターというボーイフレンドができたらしく、ソニックと少し距離を置いている。
防御力は低めだが、お馴染みのハンマーを持って攻撃するためか攻撃力は高い。1ターンに2回行動可能であり、支援技と攻撃技を使える。しかし、SPEEDが低いのが欠点。移動時には、ブロック破壊の能力（ナックルズよりも強力）を使用できる。
なお、彼女の趣味であったカード占いをパワームーブとして使用できるが、ゲーム上の能力としてカード占いをするのは本作が初である。
- パワームーブ
  - ローブロー
  - スピンサイクル
  - ヒステリックブロー
  - 投げキッス
  - タロットカード
  - フラワーパワー

テイルス
- サポートタイプ

ナックルズがさらわれたことを伝えるため、ソニックに連絡を送った。本作ではミスティックルーインではなく、セントラルシティに工房がある。
攻撃力と防御力が低く、攻撃系必殺技を一切持っていないため、支援特化キャラクターである。1ターンに2度行動できる。序盤では貴重な回復要員であり、また飛行能力がある。
- パワームーブ
  - スキャン
  - ティンカー
  - メディカルロボット
  - シールドロボット
  - フラッシュボム
  - ハイパーラッシュ

ルージュ
- 中間タイプ

大統領専属エージェント。本作ではGUNからの協力要請を受け、ソニックたちと協力する。
攻撃力と防御力は低い。唯一敵からアイテムを盗むことができるが、戦闘能力はそれほど高くないのが欠点。1ターンに2回行動できる。移動時の能力として、飛行（テイルスやクリームより劣る）とステルスが使用できる。
- パワームーブ
  - トルネードキック
  - ジェルストーム
  - ライジングナックル
  - アイテムシーフ
  - ゆうわく
  - ちょう音波

ビッグ
- サポートタイプ

ミスティックルーインに住んでいるのんびりとした喋り方が特徴的な大きなネコ。今回もカエルくんとはぐれてしまったらしい。
サポートクラスだが、ダメージソースとしても役に立つ反面、回復技が不便。1ターンに１度しか行動できず、SPEEDも低い。本作では、釣りで攻撃したり、必殺技においてカエルくんを呼び出し、攻撃させることが多い。移動時の能力として、特定のトラップを通過できる。
- パワームーブ
  - ルアーウィップ
  - キャットパンチ
  - ちょうはつ
  - フロッグポイズン
  - エキサイティング
  - フロッグレイン

ナックルズ
- 攻撃タイプ

ソニックのライバルであり、マスターエメラルドの守護者。本作の物語の半分近くは彼の物語で、重要なキャラクターである。
攻撃力と防御力が非常に高い上、SPEEDも速い。なおかつ、1ターンに2回行動できる。それでいて必殺技も比較的使いやすく強力である。彼がいないとできない合体技も多い。飛行、壁上り、ブロック破壊、と移動能力を3つも有する。特に、壁上りは中盤までは彼しか使用できない上、壁上りを使わないといけない場所がかなり多い。
- パワームーブ
  - アッパーカット
  - クエイクパンチ
  - リボルバースラム
  - ナックルズダイブ
  - ナックルズスロー
  - フライハイドロップ

クリーム
- サポートタイプ

礼儀正しいウサギの女の子。任意で仲間にできるキャラクター。今回もチーズとはぐれてしまったらしい。仲間にするにはチーズを見つけなくてはならない。
攻撃力と防御力が非常に低く、1ターンに1度しか行動できない。直接攻撃技もないため、ダメージソースとしては期待できないが、回復技の性能が非常に高く、ヒーラーとして活躍する。移動能力として飛行能力がある。
- パワームーブ
  - リフレッシュ
  - コンヒューズ
  - キュア
  - リバイブ
  - ヒール
  - プロテクション

エッグマン
- 中間タイプ

以前のソニックたちとの戦いで行方不明になったが脱出しており、ソニックたちと再会した。本作では改心したと主張し、ソニックたちと協力する。今回は悪事は全く行わず、ソニックたちの仲間になるだけでなく、同じくIQ300であるテイルスと協力して作戦を考えたり発明をしたりする。
HPが高く、攻撃力と防御りはく標準的だが、1ターンに1度しか行動できない。さらに、必殺技の個数が非常に少ない上、移動系の能力を一切もっていないため、パーティメンバーとしては使いづらい。本作のエッグマンはスパナを投げつけて攻撃する。
- パワームーブ
  - エッグボム
  - ぶんかい

シャドウ
- 攻撃タイプ

プロジェクトシャドウが生み出した、究極の生命体。仲間にするには彼と二度も闘わなくてはいけない。
今回はオメガとの連絡が途絶えたため、彼を探しており、そのためにソニックたちと協力することになる。
攻撃力と防御力は標準的であり、ソニックと同等のSPEEDを誇る。そして1ターンに3回行動可能であるため、非常に強い。ソニックに比べて必殺技にクセがあるのが欠点。移動能力は、ダッシュ移動とテレポートである。
- パワームーブ
  - カオススピア
  - カオスリフト
  - カオスブラスト
  - アトムストライク
  - フォーカスショット
  - メタルストーム

オメガ
- 攻撃タイプ

任意で仲間にできるキャラクター。エッグマンのコンピューターと戦っていたが、行方がわからなくなってしまう。メトロポリスのある場所で発見すると仲間にすることができる。最初はエッグマンが仲間になったのが信用できなかったが、シャドウの説得で納得する。彼自身もシャドウとルージュにだけ仲間意識がある。
SPEEDが非常に低く、1ターンに1回しか行動できない。しかし、全キャラクター中最大の攻撃力と防御力を誇る。さらに、通常攻撃では爆風が発生し、両側にいる敵キャラクターに追加ダメージを与えられる。移動能力はトラップ通過。
- パワームーブ
  - フレイムキャノン
  - ビームガン
  - フレイムトルネード
  - レッキングボール
  - ハイパーフィールド
  - マシンガンナー

シェイド
- 攻撃タイプ

黒装束に仮面を被った謎のサイボーグハリモグラ。マローダーたちの指揮官である。最初はソニックたちと敵対しているが、ノウェムの真の目的が世界征服だと知って仲間になる。
標準的な攻撃力と低めの防御力を持つ。1ターンに2度攻撃できる。敵に大ダメージを与えると同時にHPを吸収する必殺技をもっており、使いやすい。移動能力は、壁上り、ステルス、テレポート。
- パワームーブ
  - クローク
  - ブレードラッシュ
  - エキドゥナラッシュ
  - ブレードドロップ

### 敵キャラクター
いかりアルマジロ
グリーンヒルゾーンに登場。
やまイノシシ

ぐんたいバチ

### その他キャラクター
チャオ
ステージ上に落ちている卵を拾うとチャオをゲットしたことになる。種類が異なり、装備するチャオによってステータスなどに効果が出る。
GUNの兵士
セントラルシティゾーンに登場。今回はカオスエメラルド、マローダー一味などを探している。よくソニックたちに頼ることも。
マローダー
今回の事件の敵である謎の軍団。
ベクター
セントラルシティゾーンのGUNの基地からの連絡で登場。探偵事務所カオティクスのワニ所長。今回はGUNからの依頼を引き受けている。
今回もエスピオ、チャーミーと一緒にいるようだが2人はゲーム未登場。
ドクター・マッデン
グリーンヒルゾーンに登場。動物たちの異変の気付き、原因を探っていた科学者。
その原因である電波を見つけたが、動物たちに襲われてしまい怪我をする。そのためソニックたちに電波を探してほしいと頼む。
チーズ
クリームといつも一緒にいるチャオ。今回も行方不明になっている。
カエルくん
ビッグの友達の蛙。今回も行方不明になっている。
他に友達はスティーブンス、ビリーウィック、ギャリーなどの蛙がいる。
少年
グリーンヒルゾーンに登場。本名は不明。巨大蠍に襲われていたが、ソニックたちに助けられる。彼の家はセントラルシティゾーンにある。
サール
グリーンヒルゾーンに登場。セールスマンと名乗ってソニックたちに怪しい物を売ったりするが、実は人を騙して物を奪ったりする詐欺師。
ノウェム
ノクターン一族のボスであり、今回の事件の黒幕でもある。ソニックたちとは敵対している老人。

## エリア
- グリーンヒルゾーン
- セントラルシティゾーン
- ミスティックルーイン
- ブルーリッジゾーン
- メトロポリス
- エンジェルアイランド
- クロンコロニー
- ナーガルコロニー
- ゾーアコロニー
- ヴォクサーコロニー
- ノクターン